# Mohamed Fellag
Mohamed Fellag es un escritor, humorista y actor argelino. 

## Biografía
En 1958, en el apogeo de la guerra de independencia de Argelia, su padre lo llevó a él y a su hermano menor, por su seguridad, a quedarse con una tía en Beni-Messous (entonces un pueblo muy pequeño cerca de Argel) donde fue a la escuela primaria. Hizo sus estudios secundarios en Tizi-Ouzou (Ecole Jeanmaire y CEG) e ingresó en la Escuela de Arte Dramático de Argel en 1968, donde permaneció allí durante cuatro años actuando en varios teatros de Argel.

## Carrera
De 1978 a 1985 participó en varias producciones teatrales, antes de regresar a Argelia en 1985 para incorporarse al Teatro Nacional de Argelia y desempeñar el papel principal en la producción de L'Art de la Comédie de Eduardo De Filippo. En 1986, actuó en Le Costume Blanc Couleur Glace à la Noix de Coco de Ray Bradbury y creó Les Aventures de Tchop, su primer espectáculo individual. 
Actuó en varias películas y programas de televisión durante el período de turbulencia en Argelia a finales de los 80 y principios de los 90. En 1989 escribió la obra Cocktail Khorotov y SOS Labès en 1990 y siguió en 1992 con Un bateau pour l'Australie-Babor Australia.
En 1995, tras la explosión de una bomba durante una de sus presentaciones, se trasladó primero a Túnez y luego a Francia. Allí encontró el éxito en el escenario con sus obras que afrontaban las dificultades sociales de Francia. Ha aparecido en numerosas películas, particularmente desde 2005, incluida la nominada al Oscar Monsieur Lazhar, por la que ganó un Genie.

## Filmografía
- 1983: Liberté, la nuit,  Philippe Garrel
- 1986: Sombrero  Rabah Boubras
- 1988: El Khamsa Belkacem Hadjadj
- 1989: Hassan Niya
- 1990: De Hollywood à Tamanrasset
- 1998: Le Gone du Chaâba, Christophe Ruggia
- 2001: Inch'Allah dimanche, Yamina Benguigui
- 2002: Fleurs de sang, fr
- 2003: Momo mambo, Laïla Marrakchi
- 2005: Voisins, voisines, Malik Chibane
- 2005: Rue des figuiers,  Yasmina Yahiaoui
- 2006: Michou d'Auber, Thomas Gilou
- 2007: L'Ennemi intime, Florent Emilio Siri
- 2009: The Barons
- 2010: Top Floor, Left Wing
- 2010: Bacon on the Side
- 2011: The Rabbi's Cat, Joann Sfar
- 2011: Monsieur Lazhar, Philippe Falardeau
- 2012: Zarafa
- 2012: What the Day Owes the Night, Alexandre Arcady

## Teatro
- Cocktail Khorotov, 1989
- SOS Labes, 1990
- Un Bateau pour l'Australie, 1992
- Djurdjurassic Bled, 1998
- La Casbah, 2003 with Biyouna
- Le Dernier chameau, 2004.
- L'ère des Ninjas et Djurdjurassic (Les Dinosaures), 2007

## Publicaciones
- Les Aventures de Tchop, 1965
- Cocktail Khorotov, 1989
- SOS Labes, 1990
- Le Balcon de Djamila
- Djurdjurassique bled, 1999
- Rue des petites daurades, 2001
- C'est à Alger, 2002
- Comment réussir un bon petit couscous, 2003
- Le Dernier chameau
- L'Allumeur de Rêves Berbères, 2007
- Tous les Algériens sont des mécaniciens, 2009

## Premios y nominaciones
- Premios Genie 2012
- Premio de la SACD de la Francofonia 2003
- Premio Raymond Devos 2003
- Premio Príncipe Claus 1999